# Констанције II
Флавије Јулије Констанције (лат. Flavius Iulius Constantius; Сирмијум, 7. августа, 317 — Мопсуестија, новембар 361), познат и као Констанције II (лат. Constantius II), био је римски цар од 337. до 361. године.
Констанције је био средњи од тројице синова Константина Великог и његове друге жене Фаусте. Констанције је рођен у Сирмијуму и добио је титулу цезара од оца. Када је Константин Велики умро 337. године, Костанције II је организовао да се сви потомци његовог деде, Констанција Хлора и Флавије Максимијане Теодоре буду побијени. После тог масакра једини потомци Константина Великог остали су, поред самог Констанција II, његов старији брат Константин II, његов млађи брат Констанс и два рођака Гал и Јулијан Отпадник. Тројица браће су поделила Римско царство међу собом, што је уосталом била и жеља њиховог оца. Константин II добио је Британију, Галију и Хиспанију, Констанс је владао Италијом, Африком и Илириком, а Констанције је добио читав Исток.
Када је Константин II умро 340. године, у покушају да Констанса истера из Италије, управо је Констанс постао самостални владар читавог Запада Царства. Дошло је до нове поделе 350. године, када је Констанс погинуо у бици са трупама лојалним против-цару Магненцију. Све до овог часа, Констанције је био заузет рату са Сасанидима, и сада је био принуђен да прихвати помоћ свог рођака Галуса због рата на Истоку, како би се сам могао обрачунати за узурпатором.
Констанције се обрачунао са Магненцијем у бици код Мурсе, једне од најкрвавијих бојева у читавој римској историји. Након две године, 353, Магненције је извршио самоубиство, и Констанције је онда решио да се ослободи свог рођака Гала. Ипак, није био кадар да води самостално све послове Царства, нарочито када су била у питању ратови и на Истоку и на Западу, па је 355. године, свог јединог преосталог рођака Јулијана Отпадника уздигао на ранг цезара. Али, војска у Галији, извикала је Јулијана за цара. Дошло је до грађанског рата, а Констанције је умро у близини Тарса 3. новембра 361. од грознице. Тако је Јулијан Отпадник постао једини владар читавог Царства.
Констанције је водио послове хришћанске цркве. Често је стајао на страну аријанаца, па је чак сазвао аријански сабор у Равени 359. године.
Констанције се женио три пута, а његова постхумно рођена кћи касније се удала за цара Грацијана.

## До ступања на престо

### Рођење (место и датум)
Родио се у Илирику почетком 4. века као трећи син цара Константина. Тачно место његовог рођења се не може сазнати из извора, али се може прихватити да је рођен у Сирмијуму (данашња Сремска Митровица), јер је његов отац имао тамо двор. Као дан његовог рођења у Филокаловим фастима (лат. Fasti Philocali) се наводи 7. август, а на 317. као годину његовог рођења упућује Еутропије својим наводом из Кратке историје Рима: „[...] умро је... у тридесет осмој години владавине и четрдесет и петој години живота“ (10.15.2: obiit... anno imperii octavo et tricesimo, aetatis quinto et quadragesimo). Сократ Схоластик је, међутим, тај Еутропијев навод схватио тако као да је цар имао 45 година када је умро. Исто тако, с друге стране, писац „Кратког прегледа историје царева“ (лат. Epitome de Caesaribus) наводи да је цар „преминуо у четрдесет и четвртој години живота и тридесет и деветој години владавине“ (42.17: „interiit anno aevi quarto et quadragesimo, imperii nono atque tricesimo“), јер је у извору који је користио пронашао да је имао 44 године када је умро.

### Легитимност
Нема сумње да је био законит син. На натпису са миљоказа из Сремске Митровице се наводи као „син божанског Константина, најбољег и највећег цара, унук божанских [царева] Максимијана и Констанција, праунук божанског [цара] Клаудија“. Јулијан изрично тврди да му је мајка била „ћерка једног цара, жена другог, сестра трећег и мајка не једног него више царева“, тј. Фауста, Максимијанова кћи. Описује је у најсветлијим бојама: имала је физичку лепоту и племенит карактер какав се ретко виђао. Јулијанове наводе потврђује Зонара, који каже да је Константин са Фаустом имао тројицу синова: Константина II, Констанција II и Констанса I. Једино Зосим доводи у питање Констанцијев легитимитет, тврдећи да тројицу Константинових синова из другог брака није родила Фауста, него једна друга жена коју је Константин касније оптужио за прељубу и погубио. Међутим, на његово сведочанство бацају сенку савремени извори и недостатак кредибилитета, па га стога треба одбацити.

### Васпитање и образовање
Што се тиче Констанцијевог васпитања, нема много конкретних података. Песник Аузоније помиње свог савременика рођака ретора Арборија као тутора једног цезара у Константинопољу: „Ту си, богат и на гласу као цезаров учитељ, умро, оставивши за собом, о Магно, своје родитеље“. Младић кога је Арборије као цезара подучавао одужио се свом учитељу вративши његове остатке у место његовог порекла: „Благодарећи побожности узвишеног цара, тело ти је враћено у завичај и положено у породичну гробницу“. Не може се са сигурношћу одредити који је Константинов син у питању, али највероватније је да је то био или Констанс I или Констанције II, будући да је Константин II после победе над Лицинијем проводио највише времена на Западу.
Два основна извора за васпитање и образовање Константинових синова за владарско-државнички позив су Либанијев педесет и девети говор и Еузебијево „Житије блаженог цара Константина“. Први извор, настао дуго времена после смрти Константина II (340) односи се конкретно само на Констанција II и Консанса, али захваљујући његовом општем карактеру корисно је и за стварање слике о васпитању Константина II. Еузебије је своју биографију написао негде између смрти старог државника и његовог најстаријег сина. Попут Либанија, и он пази да случајно не спомене Константинове синовце после трагедије из 337, баш као што се после 326. правио као да Крисп никада није постојао. Иако оба извора изостављају неке појединости, опет могу да послуже као користан водич кроз васпитање младих цезара.
Либаније је мишљења да су цезари добили двоструко васпитање, односно да су оспособљени и за вођење Царства и у говорничкој вештини. Владарско образовање превасходно су добили од оца. Константин се постарао да му синови постану вични војници, а усадио им је и смисао за праведност. Либаније додаје да су младићи, када су постали цезари, добили дворове и војске сличне његовим, једино су по титули у односу на оца били нижи. Према Либанију, Константин их је у почетку држао у својој близини да би им могао притећи у помоћ уколико нешто крене наопако. Кад су доказали своју способност, послани су на границе где су могли да се упознају са стварним проблемима управе.
Еузебијев приказ образовања пре допуњује Либанијев говор, него што му противречи. Еузебије, који је писао после покоља 337. и пре смрти Константина II изузима синовце Константина I из разматрања, али зато говори о свој тројици браће. Наглашава наименовање хришћана за њихове учитеље и администраторе и слаже се са Либанијем да је сваки добио двор и војне снаге. Према Еузебију, добили су и саветнике, али су касније следили само очеве инструкције. Премда ни Либаније ни Еузебије не улазе у конкретне појединости, општи утисак им је тачан. Сасвим је за очекивати да се Константин постара да му синови добију најбоље државничко образовање и већу самосталност у управи кад сазру.

### Државничка и војна каријера до 337.
Пре него што је уздигнут на царски положај Констанцију је даван мали публицитет. Од савремених извора први га помиње Назарије у свом панегирику који је одржао у Риму у част Константина и његових синова 1. марта 321. Иако се првенствено бавио Константиновим и Крисповим делима, ретору није промакло да спомене Констанција II и Констанса I којима је тада било свега пар година. Није могао да их изостави, јер то с његове стране не би било политички коректно. Исто тако, није могао ни да оде у другу крајност и да им да истакнуто место, јер Константин још није био одлучио их уздигне на царски положај. Мајстор за деликатне ситуације, пронашао је решење: „Рим, господар толиких богатстава, која, истина, дели са целим светом, осим тога црпи и плод велике наде коју полаже у веома племените цезаре (Константина II и Криспа) и њихову браћу (Констанса и Констанција), чија имена већ славимо, иако им своје заклетве за сада одлажемо“. Тек после победе над Лицинијем, Константин је одлучио да на царски положај уздигне једног од својих синова. Тако је Констанција прогласио за цезара 8. новембра 324. Поводом тога је у оптицај пуштен новац са представом Констанција у друштву са оцем и двојицом старије браће. За тадашње прилике старосна доб од седам година није била ни у ком случају препрека за некога да буде именован за цезара. Напротив, Константин II је свега пар дана по свом рођењу именован за цезара. Констанцијево именовање за цезара значило је у ствари само то да је био одређен да једнога дана постане август. Именовање за цезара у неку руку одговара одређивању наследника од стране цара у средњем веку.
Констанције је носио и звање конзула 326, 339, 346, 352, 353, 354, 356, 357. и 360. Своју петогодишњицу (лат. quinquennalia) мора да је прославио крајем четврте године (328), пошто је тридесетогодишњицу (лат. triennalia) славио крајем 29. године (353), наиме, како је тада био обичај, месец дана, од шестога дана пре октобарских ида (лат. a. d. VI id. Oct.) до шестог дана пре новембарских ида (лат. a. d. VI id. Nov.).
Године 332. као петнаестогодишњак је морао да заступа свог старијег брата Константина II у Галији док је овај ратовао на Дунаву. Када му се брат вратио упућен је на Исток. Око 335 вратио се у Константинопољ на тридесетогодишњи јубилеј свог оца и венчао тамо са ћерком свог стрица Јулија Констанције. Мора да је заповедао у једном рату на Дунаву, пошто је себи ускоро после тога придодао наслов „победник над Сарматима“ (лат. Sarmaticus).
Око 336. Персијанци су поново почели да узнемиравају Месопотамију својим упадима, па је Констанције послан против њих на Исток, док се сам Константин Велики припремао за поход. Тада се у Константинопољу појавило једно персијско посланство да упути извињење. Чини се да је добило неодређен одговор, што је за последицу имало то да Персијанци наредне две године остану мирни. Међутим, Константин није прекинуо са наоружавањем и баш кад се спремао да крене у поход у Никомедији га сустигла смрт 22. маја 337.

## 336.
На вест о очевој болести Констанције II му је одмах похитао, али га је затекао мртвог. Једно друго посланство, које су војне старешине послале свој тројици синова да им саопште очеву смрт, срело га на путу. Констанције II је спровео тело у Константинопољ и приредио тамо погреб.
Константин Велики је већ за време свог живота према Диоклецијановом примеру поделио Царство на четири управне области, које је предао цезарима на управу. Према истој расподели требало је да њима владају и као августи. Сваки од тројице синова добио је четири дијецезе. Константин II је добио Бритинију, Шпанију и обе Галије, Констанције II Египат, Оријент, Азију и Понт, Констанс Африку, Панонију и обе Италије. Константиновом сестрићу Далмацију додељене су Дакија, Македонија и Тракија. Најзад, за другог сестрића Ханибалијана Константин је створио краљевство на источним границама Царства, које вероватно требало да се повећа освајањем области под влашћу Персијанаца.
Међутим, после смрти Константина Великог војници су се определили за младог цезара. Страхујући да би Константинови синовци (Далмације и Ханибалијан) могли бити узрок унутрашњим немирима, били су спремни да признају само ауторитет Константинових синова. О томе су писменим путем обавестили и остале војске и свуда наишли на сагласност. Иступање војске, било да је оно претходно било уговорено између војника с једне стране и Константинових синова с друге стране или не, одговарала је Констанцију који је, како се чини, био решен да делује у складу са истим погледима. Констанције је отпустио префекта преторија Истока (лат. praefectus praetorio Orientis) Аблабија, који је у последње време утицао на политику његовог оца, и окружио се новим људима. Ширене су гласине да су Константина отровала браћа. Нарасло узбуђење нашло је одушка у смакнућу готово свих сродника царске куће. Констанције, за кога елиминација савладара није била непожељна, више ју је толерисао, него што ју је подстицао. Браћа од стрица, дечаци Гал и Јулијан, имали су да му захвале на свом спасењу. Међутим, готово сви каснији извори га сматају одговорним за тај покољ. Наводно је сам до самртног часа осећао кајање због тога, а своју безденост и неуспех у рату против Персијанаца приписивао Божјој казни. То му, међутим, није сметало да присталице убијених прогања велеиздајничким процесима, а читав низ достојанственика, међу којима и Аблабија и патриција Оптата, погуби. Уз то је конфисковао имовину настрадалих сродника.

## 337.
Дана 9. септембра 337. Константин II, Констанције II и Констанс I су узели титулу августа.

## 338.
Констанције II се, како се чини, почетком 338. године налазио у Константинопољу, где је проводио време у процесима и егзекуцијама. Константин II, Констанције II и Констанс I су се у лето исте године састали наводно у Панонији, тачније у Мезији, али у сваком случају близу панонске границе, јер се из извора види да је Констанције II у јуну био у Виминацијуму. Како би се постигао неки мир после силних правосудних убистава, спаљене су анонимне денунцијације, што је у читавом Царству објављено путем едикта. Затим је свим епископима, који су због црквених размирица прогнани крајем владавине Константина Великог, одобрен повратак у своје дијецезе. Међутим, пре свега се требало договорити око нове поделе Царства, пошто су три дијецезе (Дакија, Македонија и Тракија) после Далмацијевог убиства постале упражњене. Констанције II се одрекао сваког проширења своје области. Можда је веровао да ће тиме што неће тражити користи од злочина да умири своју савест. Уз то, пошто се новостечене земље нису могле добро повезати са галским делом Царства, старија браћа су се сложили да их препусте најмлађем. Међутим, Константин II је извукао корист из неке врсте старатељства над петнаестогодишњим Констансом, тако да је имао контролу и над његовим делом Царства, због чега Констанције II био у губитку. Међутим, Констанције је морао да се у журби врати на Исток, где је у међувремену избио дуго очекивани рат са Персијанцима. Из Кападокије је прешао у Сирију. Дана 11. октобра био је у Антиохији. Потом је отишао у Емесу и ушао у преговоре са арапским племенима. Успео је да их покрене на пљачкање персијских области.
Током Констанцијевог одсуства ствари су се на Истоку веома погоршале. Римска војска је била бунтовна и недисциплинована. У Јерменији је на власт дошла проперсијска странка, која је са својим највернијим присталицама прогнала јерменског краља и приредила пљачкашке походе на римску пограничну област. Персијанци су под вођством краља Шапура упали у Месопотамију, опустошили земљу и 63 дана опседали Низибу. Међутим, град се одржао и принудио непријатеља да се врати кући необављена посла.
Својим доласком Констанције је васпоставио дисциплину међу војницима. Током зиме, коју је провео у Антиохији, организовао је врбовке, увежбавао регруте и образовао гомилу оклопних коњаника, чија опрема је била створена по узору на персијску. Током свог боравка на Дунаву, регрутовао је готске помоћне трупе, које су га пратиле на Истоку. Како би се покрили трошкови око опреме, повишен је ванредни порез.
Већ у ово време почели су црквени немири, који ће подривати Царство током читаве Констанцијеве владавине. Аријанци су се држали свог убеђења да је син потчињен оцу, али ово виђење нису сматрали битном саставницом хришћанског веровања чије признање је нужно за постизање блаженства. Коначно су одустали од свих покушаја да своје учење уздигну у ранг догме. Штавише, да не би цепали јединство цркве, сапотписали су Никејски симбол вјере. Једино су захтевали да се признају за чланове васељенске цркве без обзира на њихово другачије виђење. Међутим, овом захтеву противили су се православни, јер су у деградацији Христа видели неопростиво клеветање. Константин Велики је у почетку покушао да утиче на епископе овог правца да пусте аријанце у своју заједницу. Међутим, пошто његове озбиљне претње нису уродиле плодом, они који нису хтели да се повинују морали су ићи у прогонство (Атанасије из Александрије, Павле из Константинопоља, Маркел из Аникре, Асклеп из Газе и Лукије из Хадријанопоља). На Западу је готово цело свештенство делило погледе источних епископа. Под утицајем своје православне околине овом мишљењу су се приклонили и западни цареви Константин II и Констанс. Смрт старог цара дала је свим изгнаницима нову наду. Павле из Константинопоља је сместа похитао из Понта, где му је било одређено пребивалиште, у Трир, чији епископ Максимин га је прихватио у своју заједницу и издејствовао код Константина II дозволу за његов повратак. Атанасије се већ крајем 337, дакле пре него што му је дозвољено да се врати из изгнанства, усудио да једним од уобичајених писама које је слао у Египат одреди дан Ускрса за 338. На саветовању у Виминацијуму Константин II је испословао да се осуђени епископи скупа смеју вратити из изгнанства. Вративши се из изгнанства као самоуверени победници, дали су одушка својој озлојеђености према противницима. Неки су толико далеко отишли у томе да су уништавали олтаре, које су аријанци посветили, или бацали причешће псима. Немира, који су доводили до убистава и палежа, било је у већини градова, где су изгнаници били поново постављени. Констанције II је сматрао својом дужношћу да посредује овде. Чим је дошао из Виминацијума у Антиохију преко Константинопоља, уклонио је овде епископа Павла. Међутим, вероватно га није и формално сменио и позвао Евсевија из Никомедије на његово место. За тако нешто је био потребан синодски суд, а он није имао времена да га одмах сазове. Међутим, он није ни журио са његовим сазивањем, јер је још исте требало да се састане веома значајан скуп црквених глава. Мада се састајао у другу сврху, могао је да послужи и као суд. Наиме, пре десет година Константин је започео изградњу једне велике цркве у Антиохији. Она је сада била завршена, а предстојало јој је још само освећење. Под вођством Евсевија из Никомедије, који је вероватно хтео да га тамо посвете за епископа константинопољског, нашло се 97 епископа из свих крајева Истока. Прво богослужење у новој цркви обављено је вероватно на Констансове квинквеналије на Божић 338. И Константин Велики је започео своје виценалије важним црквеним скупом (никејским сабором).
Приликом повратка у Александрију Атанасије је имао две аудијенције код цара. Прва је била у Виминацијуму, а друга у кападокијској Цезареји. На њима се умерено изјаснио о својим противницима. Међутим, успут је у градовима, у чије духовне поглаваре је сумњао да нагињу аријанству, постављао противепископе. Док се још налазио на путу у Сирији, у Александрији су избиле борбе између присталица различитих праваца, који су приморали египатског префекта да интервенише прогонима и погубљењима. Изгледа да су се немири обновили и после његовог доласка у град (23. новембра 338). Наиме, Константин Велики је од прихода од натуралних пореза за издржавање хришћанских удовица и сирочади у Александрији одредио одређене количине жита. Чини се да их Атанасије ускратио расколницима, који су за време његовог одсуства примали. У сваком случају, против Атанасија је од стране његових противника поднета тужба да хоће да искористи жито у своју корист, а Констанције му је због тога писмено упутио строги укор. Није се још усуђивао да га уклони са места, вероватно из страха од реакције своје браће. Међутим, антиохијски синод је саставио против њега тужбу коју је адресирао је на цареве. Послао ју је, како се чини, преко једног посланства у Трир Константину II. Како би се и расколницима дао поглавар који би представљао њихове интересе Атанасију, за епископа им је у Александрији постављен бивши презвитер Пист, чије освећење је обавио Секунд из Пентапоља, Аријев стари друг. Јулију, епископу Рима, синод у Антиохији је послао једно писмо, које је требало да доставе презвитер Макарије и ђакони Мартирије и Исихија. У писму је било наглашено да је Атанасија рашчинио синод у Тиру и да му је само царски декрет дозволио да се врати у Александрију. Набројани су Атанасијеви стари и нови греси, а Јулије опоменут да не цепа јединство цркве. Посланицима је стављено у задатак да протумаче папи писмо и тако га приволе да ступи са аријанским противепископом Пистом у заједницу. Ове одлуке мора да су донесене већ крајем 338, јер је Атанасије изгледа почетком следеће године био обавештен о новом нападу евсевијеваца.

## 339
Како би се супротставио одлуци Антиохијаца, Атанасије је сместа сазвао скуп египатских епископа у Александрији на ком се скупило преко осамдесет учесника. У једном циркулару свим епископима хришћанства, овај синод је оповргавао оптужбу. Атанасије је послао посланство презвитера Јулију и источним царевима. На обе стране су имали успеха. Када су противнички посланици у Риму сазнали за долазак александријских презвитера, најистакнутији међу њима отпутовао је још исте вечери назад у Антиохију да поднесе извештај и добије нове инструкције. Преостали су се упустили у дискусију са презвитерима. Међутим, када су у томе извукли краћи крај, дозволили су да се занесу до непромишљености. Јулије је затражио дозволу за сазивање једног синода у Риму, који би требало да коначно пресуди. Позвао је и Атанасија да присуствује и послао му је акте сабора у Тиру како би могао да спреми своју одбрану. У Антиохију су била послата двојица римских презвитера, Хелпидије и Филоксен, са писмом адресираним на Евсевија из Константинопоља којим су вођа противничке странке и његове присталице позвани у Рим.
У међувремену је Атанасијева судбина већ била одлучена. Пошто је постављање аријанског противепископа Писта наишло на силан отпор и пошто се противило начелу нецепања цркве, синод је одлучио да га препусти случају. Међутим, одлучио је и да збаци Атанасија а за александријског епископа посвети новог епископа, под којим би се све секте ујединиле. Изабран је Евсевије из Едесе, а кад је овај то одбио, Григорије из Кападокије. Вероватно су истовремено из својих дијецеза протерани и други, претежно православни епископи. Синод је преко окружнице саопштио ово свим хришћанским црквама и негирао да је прихватио Аријево учење. Вероватно су то и доказали и тако избегли да дођу у супротност са битним садржајем хришћанског веровања. У знак тога додан је кратак симбол вере, који је избегавао кључне речи зараћених странака и тако и једнима и другима пружао могућност да се обједине у њему. Убрзо након тога откривено је још један симбол вере, који је својеручно написао антиохијски презвитер Лукијан, који је био Аријев и Евсевијев учитељ и који је касније умро мученичком смрћу. Пошто је питање канона у њему било исто тако нејасно као у оном које је донео синод у Антиохији, синод је га је приложио уз своје и такође послао, не би ли на тај начин ауторитетом чудотворног свеца подупро своје схватање теолошке ствари.
Ускоро се у Александрији на Григоријев захтев појавио бивши презвитер Карпон, један од најстаријих и највернијих Аријевих присталица, како би тамо преузео вођство над аријанском заједницом. Затим је Филагрије, префект Египта, дао се да један едикт, којим је службено проглашено Атанасијево уклањање и Григоријев избор. Присталице епископа окупили су се у цркви. Међутим, на префектов захтев цркву светог Кирина напале су непријатељске народне масе. Спремао се напад и на цркву светог Теона, у којој се налазио Атанасије. Међутим, Атанасије се спасио 19. марта 339. тајним бекством. Четири дана касније Григорије је ушао у град под заштитом војске и безобзирним насиљем дочепао се власти. Огорчење је било толико велико да су Атанасијеве присталице запалиле цркву светог Дионисија.
После бекства Атанасије је путовао, како би од епископа што више градова измолио потврдна писма. Наоружан њима похитао је на позив Јулија у Рим, где је био примљен у заједницу католичке цркве и где је остао до састанка синода годину дана и шест месеци. И западни цареви прихватили су Атанасијево оправдање. Вероватно би изнудили од Констанција његов повратак, да није у то време избио између њих сукоб, који ће ускоро довести до грађанског рата. У таквим околностима Константин II није био у могућности да врши било какав утицај на црквене прилике на Истоку. Ни Констанс није могао подузети ништа против Констанција, тим пре што је настојао да га придобије за савезника против најстаријег брата. Како би постигао то, уступио му је у то време трачку дијецезу. То је за последицу имало да Константинопољ постане друга царска престоница.
На ову новину нису без утицаја била ни црквена превирања. Константин Велики је хтео да подигне велики град, који је требало да овековечи и прослави његово име за сва времена. Међутим, није му падало на памет да га изједначи са Римом. Штавише, јасно је наглашавао подређеност Константинопоља престоници Царства. Истина, није му дао ред декуриона (лат. ordo decurionum), како су се звала градска већа обичних градова, него сенат (лат. senatus). Међутим, овај је изрично назначаван као сенат другог реда (лат. senatus secundi ordinis), а његови чланови нису као римски сенатори добијали титулу пресветлог мужа (лат. vir clarissimus), него само светлог мужа (лат. vir clarus). И Константинопољ је био изузет од провинцијске управе и потчињен специјалном царском чиновнику. Међутим, док се овај у Риму звао градски префект (лат. praefectus urbi), овде је морао да се задовољи са нижим чином и титулом проконзула (лат. proconsulus). За време Констанција II ово ће бити другачије. Године 359. и Константинопољ је добио свог градског префекта.
Међутим, већ 339. кује се серија тзв. празничних новчића , који би требало да приказују персонификацију Константинопоља (у седећем положају на трону) као господарицу и који очигледно славе њено уздизање у другу престоницу. Отприлике у исто време појављују се на другим новчићима ликови Рима и Константинопоља како једнако седе један поред другог. Разлог за то није лежао само у царевој сујети, који је хтео да у свом делу Царства има престоницу. Римски епископ је управо тада тражио судску надлежност над источним свештенством окупљеним у Антиохији. После пријема који је припремио Атанасију, тешко да је могло бити сумње каква ће бити пресуда. Међутим, првенство, које је себи дао, заснивало се пре свега на значају које је седиште његове епископије имало у држави. Вођа Антиохијаца, Евсевије из Константинопоља, вероватно је намеравао да се супротстави римском епископу тиме што би цара наговорио да изједначи свој град са Римом и тако отклони подређеност константинопољског епископа. Међутим, ова мера могла да се спроведе тек крајем 339, када се Констанције вратио са свог првог похода на Персијанце.
Констанције је на Персијанце изгледа кренуо у пролеће 339. Међутим, средином марта је био још у Антиохији, будући да је Григорије, када је 23. марта улазио у Александрију, долазио директно из цареве околине. Констанције је повео војску прво на Јерменију, поставио тамо краља и преостале изгнанике поново на своје положаје, похватао челнике супротне странке и интернирао их на територију Римског царства. Затим је кренуо на персијску границу, али тамо није наишао на непријатеља, који би му се супротставио, па се вратио назад у Антиохију.
Овај поход који је прошао без неког нарочитог учинка требало је да буде примеран за цео даљи ток дугогодишњег рата. Персијанци су почетком пролећа редовно упадали у Месопотамију, пљачкали земљу и опседали утврђења. Констанције, већином заузет црквеним превирањима у Антиохији, појавио се тек у лето с оне стране Еуфрата. Наступао је опрезно и побринуо се пре свега за то да не претрпи никакав пораз. Сујеверан, какав је био, живео је у сталном страху да ће за убиство својих стричева и братића бити кажњен ратним неуспехом. Мада је углавном водио са собом на походе неког тобожњег свеца да би му помогао молитвама, имао је ужасан страх од Персијанаца и пренео га на своје војнике. Тек кад би се непријатељ повукао, он би кренуо за њим. Тада не би наилазио ни на какав отпор, јер персијска војска се обично после сваког похода распуштала. Констанције је на обали Тигра подигао кастеле, па неколико пута прелазио несметано реку и пустошио непријатељску земљу. Једном приликом је успео да освоји један персијски град и његово становништво насели у Тракији као колоне. Месопотамија је тешко претрпела од непријатељских пљачки, али су зато војни губици били су веома мали. Цар се скоро сваког лета излазио на бојиште, али су се у његовом присуству у току овог дугогодишњег рата догодиле свега две веће битке. Његове војсковође су, истина, водиле седам битака, али је остала забележена само једна значајна победа. Уопште узев, рат се вукао, али ниједна страна није успела да стекне надмоћ. За римске провинције пак био је погубнији, него за Персијанце. И поред тога, цару је он повод да установи персијске игре (лат. ludi Persici), које су прослављане од 13. до 17. маја.

## 340.
Синод у Антиохији, који је још увек био окупљен, држао је посланике римског епископа до јануара и онда их пустио, предавши им једно у писмо, у ком је писало да Синод не може да пошаље у Рим своје учеснике, јер је рок прекратак а због рата са Персијом њихово присуство на Истоку је потребно. Папи је понуђен избор: да ли жели заједницу са Атанасијем и Маркелином из Анкире или са Антиохијцима, тј. запрећено му је искључењем из црквене заједнице. Уопште гледано, цело писмо је био написано у иритантном тону. У међувремену је у Риму поред Маркелина стигао велики број изгнаних епископа са Истока. затражили су помоћ од Јулија. Овај је крајем јесени или у зиму 340. окупио у Риму преко 50 епископа који су за неважеће прогласили збацивање Атанасија и оних који су доживели исту судбину као он.
Већина египатских свештеника је хтела да иде у Рим, али их је у томе спречио Григорије. Нови александријски епископ је покушавао силом да изнуди од Атанасијевих присталица да буду у заједници са њим. Ометао је њихове приватне састанке, против непокорних свештеника практиковао затвор, изгнанство и затворске казне, једном Атанасијевом рођаку ускратио је чак покоп, вероватно зато што је одбијена његова духовна помоћ у том послу. Није се дао преобратити ни поред опомена високопоштованог испосника Антонија. У исто време, синод у Антиохији је у писму, које је упутио Јилију, уверавао да у Александрији од Атанасијевог изгнанства влада дубоки мир.
Цар је и ове године водио један поход у Месопотамију, приликом ког се 12. августа нашао у Едеси. Вративши се у Антиохију, уредио је 9. септембра путем једног закона односе у новој престоници, довео му по угледу на Рим преторе и одредио му терете и обавезе.

## 341.
Констанс, који је прошле године Константиновом смрћу задобио његов део Царства и сада имао знатну премоћ у односу на Констанција, почео је да је доказује мешајући се у црквене прилике на Истоку. И он је прихватио тврдњу да су Антиохијци скривени аријанци и хулитељи Христа (хула = грч. ) и да су вршили притисак на Атанасија и његове другове само због њиховог правоверја. Стога је у једном писму упућеном Констанцију позвао синод у Атниохији, који је и даље заседао, на одговорност за смењивање епископа. Синод му је послао једно посланство да му преда њихову изјаву (симбол) вере. Нашло га је у Галији, где је управо тада водио рат против Франака. Садржај те синодске изјаве је сличан садржају претходне, али је приметна тенденција усклађивања са садржајем Никејског симбола вере (грч. Σύμβολο της Νικαίας), не би ли се тиме придобило цара. И овог пута је изостављена реч „једносуштни“ (грч. ὁμooύσιoς) и тако аријанцима омогућено да и даље важе за правоверне чланове црквене заједнице. На крају је синод донео још 25 канона, који су првенствено били намењени да подупру Григорија у његовој борби против православних проглашених секташима и оправдају Атанасијево смењивање. Процес доношења црквених закона окончан је вероватно тек после смрти Евсевија из Константинопоља. Наиме, 21. канон обнавља одлуку сабора у Никеји да епископ не сме да пређе из своје дијецезе у другу, због чега би Евсевије био осуђен а његово држање престоничке епископије, на коју су га Никомедијци недавно уздигли, проглашено за неважеће. У сваком случају, и из осталих сведочанстава је јасно да је умро, и то још пре него што је до њега стигла одлука римског синода, тј. првих месеци 341. Његова је смрт праћена застрашујућим земљотресом који је трајао током читаве године и погодио градове на Истоку а нарочито Антиохију. Ускоро потом чини се да се синод у Антиохији распустио после трогодишњег заседања.
Када је вест о Евсевијевој смрти доспела у Константинопољ, народ је поново увео у своју цркву претходног епископа Павла, који се вероватно вратио рачунајући на одлуку римског синода. Међутим, челници Евсевијеве странке окупили су се у Константинопољу, вероватно док су били на путу кући из Антиохије и изабрали тамо Мекедонија за противепископа. Између његових и Павлових присталица често је долазило до уличних борби, које су коштале много живота. Ово је јављено цару, који је после уобичајеног летњег похода поново боравио у Антиохији и управо смерао да пошаље у Тракију заповедника коњице Хермогена да преузме врховну команду над подунавским трупама. Овоме је још наређено да у проласку кроз Константинопољ војном силом обнови мир и истера Павла из града.

## 342.
Када се Хермоген спремао да изврши ово, избила је побуна. Народ је запалио кућу заповедника коњице, убио га и вукао му тело кроз улице. Рањени проконзул Александар био је принуђен да побегне у Хераклеју. Чим је ова вест усред зиме доспела у Антиохију, Констанције је сместа, у највећој журби, похитао у Константинопољ, где је вест о његовом доласку у међувремену довела народ памети. Плачући и преклињући за опроштај хитао му је у сусрет. И стварно, казнио га је само тиме што му је преполовио дневну испоруку египатског жита коју је одредио Константин Велики (80.000 модија). Крваве пресуде нису изрицане, али је Павле вероватно протеран у Сингару у Месопотамији одакле му је тек касније било дозвољено да се пресели у Емесу. Потом се Констанције вратио у Антиохију исто тако великом брзином каквом је дошао. Ту је био већ 31. марта. Боравио је овде у најмању руку до 11. маја да би лето вероватно поново провео на походу на Персију.

## 343.
Цар је 18. фебруара био Антиохији, 27. јуна и 4. јула у Јерапољу, одакле је вероватно пошао на свој годишњи поход. На крају истог мора да је стекао неки успех, јер су источни епископи за време сабора у Сердици примили вест о победи.
У лето је Атанасије позван из Милана, где је тада боравио, у Галију, у Констансову резиденцију. Тамо се нашао са Осијем из Кордове да би са њим путовао у Сердику
Чини се сабор овде одржавао крајем године и трајао до марта 344, јер су посланици које је исти послао у Антиохију да обавесте Констанција о својим одлукама стигао у време Ускрса (15. априла).

## 344.
Осије из Кордове, познати исповедник, био је, као на сабору у Никеји, и у Сердици стварни вођа скупа. Предложио је највише канона, међу потписима синодалних писама његово име стоји увек на првом месту и поред Протогена из Сердике — који је, чини се, председавао, јер се у његовом граду састајао синод — највише оптуживан од противника. Укупно се састало око 170 епископа из оба дела Царства, од којих је приближно 90 (већином из западних провинција) стало на Атанасијеву страну, дакле једна прилично тесна већина. Пошто су се неки неодлучни вероватно још могли придобити, 80 источних епископа, који су заступали гледиште антиохијског синода и у духу истог касније формулисали свој канон вере, није било у нимало неповољном положају; једино их је питање форме навело да од самог почетка одустају од борбе. Већ на путу су се окупили у Филипопољу и одатле упутили једно писмо у Сердику, у ком су тражили да се Атанасије и његови следбеници на основу пресуде из Тира и Антиохије у међувремену третирају као изопштени. Сходно томе, требало је да, док Синод не донесе другу одлуку, буду лишени положаја и гласа и искључени из заједнице окупљених епископа. Иако им је захтев одбијен, дошли су у Сердику, али су изјавили да не могу да буду у црквеној заједници са изопштенима и зато одбили да ступе у цркву у којој су се окупили западни епископи. Сви су пребивали у истој кући, како би одржали личну подршку, а са другим сабором су комуницирали само као заједница. Само двојица епископа из њиховог круга, Макарије и Астерије, прешли су у противничку странку и учествовали на седници. Вође сабора су поновили тражили од источних епископима да им се прикључе. Пошто су добили негативан одговор, сабор је екскомуницирао вође источних епископа и прогласио Атанасија и његове следбеника за невине, о чему су епископи целог хришћанства обавештени окружницом, а заједнице изопштених епископа свака понаособ посебним писмима. И источни епископи су издали тада једну окружницу, у којој су са своје стране изопштили вође сабора. Међутим, од западних епископа, који су до тада заузимали водеће место у борби против Атанасија, Урзације из Сингидунума и Валенс из Мурсе, само се последњи усудио да стави свој потпис. Касније су из страха од Констанса отишли у Рим да се оправдају тамо код папе Јулија и упуте писмени опозив како њему тако и Атанасију.
Подстакнути ослобађајућом пресудом синода више изопштених епископа је покушало да сместа поновно запоседне своје епископије. Атанасије је био довољно опрезан па се повукао на Констансову област, где је у Наисусу 15. априла прославио Ускрс. Лука се вратио у Хадријанопољ, а Павле у Константинопољ. Међутим, пошто је Лука изневерио источне епископе, када су на свом повратку из Сердике пролазили кроз његов град, Констанције га је ускоро потом оковао у ланце и послао у изгнанство, а више његових следбеника је погубљено. Са Павлом се поступало блаже из бојазни од беса грађана Константинопоља. Префект Филип га је кришом извео из града и послао у Солун, у Констансову област. Међутим, када је на место изгнаног епископа под војном пратњом довео Македонија, избила је побуна, у којој је наводно настрадало 3.150 људи. Павле је убрзо избегао из Солуна цару Констансу, како би од овога добио свој опозив. За Александрију и друге градове издата је наредба да се луке и пристаништа чувају како би се изгнаним свештеницима онемогућио повратак, а чиновницима је наређено да погубе оне који се задесе у њиховом граду.
Међутим, у међувремену се већ спремио преокрет. Двојица епископа, које је Сабор у Сердици послао као посланике цару у Антиохију, тражили су да се тамошњи епископ Стефан осумњичи за дружење са једном јавном проститутком (априла 344). Интрига је међутим откривена, а подстрекачи су изведени пред лице правде. Десет месеци пре смрти Григорија, тј. августа 344, Синод је изопштио Стефана а на његово место је изабрао Леонтије. Прљаве махинације овог човека, који је припадао вођама источне странке, промениле су царево расположење, поготово што је и Констанс писмено инсистирао на томе да се искрено прими одлука Синода. Поједини изгнани Александринци су добили дозволу за повратак, а у Египат је послан декрет да се зауставе прогони против Атанасијевих присталица.
Да би споразум Истока и Запада изнова функционисао, Синод, који је судио Стефану, израдио је поново једну верзију симбола вере, која је позната под именом μακρόστιχος (макростих), и послао ју епископима Италије. Међутим, пошто је реч ὁμooύσιoς и овај пут била избегнута, синод није имао успеха.
Исте године је од једног земљотреса настрадала Неоцезареја на Понту.

## 345.
Земљотрес у мору је у потпуности уништио Драч, а Рим и више градова у Кампањи поплавио.
Код Селеукије је за потребе Антиохије изграђена једна лука, због које је морао да се кроз једно брдо пробије пролаз.
Атанасије је позван на Констансов двор у Аквилеју прославио тамо Ускрс 7. априла. Под његовим личним утицајем западни цар се сад енергично заложио за њега и друге изгнане епископе. Писао је Констанцију једно писмо, у којем је тражио опозив, у првом реду Атанасијев и Павлов, а у случају одбијања претио ратом. Констанције је поново окупио један синод и поднео му писмо; пошто су се источни епископи сами били мишљења да Атанасије није вредан избијања грађанског рата, попустио је и цар, што му је олакшано тиме што је 21. јуна Григорије умро а епископска столица у Александрији тиме остала празна. Међутим, сукоб браће је трајао до краја године а на почетку следеће се чинило да још није у потпуности превазиђен. Јер када је цар, како би изразио свој помирљив став, именовао себе и Констанса конзулима за следећу годину, то на Западу није било признато.

## 346.
Ова година звала се из горе наведеног разлога у источним фастима: Constantio IV et Constante III AA. conss., а на Истоку: post consulatum Amantii et Albini.
Неслога царева, која је дошла до изражаја и у различитим називима године, подстакла је и Персијанце на један енергичан напад. Шапур је упао у Месопотамију и по други пут опсео Нисибис, али је после три месеца морао да се повуче не постигавши ништа. Град је вероватно избавила Констанцијева војска, пошто се из извора може видети да је био у Едеси, тј. на великом путу, који је водио у Нисибис.
У међувремену је Констанс враћао положаје изгнаним свештеницима. Павла су по његовој наредби испратила двојица епископа његовог дела Царства у Константинопољ, где се његов противник Македоније у наредном периоду ослањао на приватну литургију. У Анкири је приликом враћања Маркела, а уклањања Василија, који је у међувремену био на челу епископије, дошло до нереда. Мирније је прошао повратак Луке у Адријанопољу и Асклепе у Гази.

## 347.
Цар је изгледа 11. маја био у Хијерапољу на путу за Месопотамију. Овај поход је довео до примирја са Персијанцима, који су га, међутим, већ следеће године прекршили. У међувремену су се користили њиме делом да регрутују суседне народе, делом да их склоне на склапање савеза или купе њихову подршку.

## 348.
Ове године римско-персијски рат дошао је до врхунца. Шапур је сакупио савезнике. Међу регрутованима је било веома младих. Чак су и жене запослене да служе у војној комори. Средином лета ова огромна војска приспела је на Тигар. Римски граничари су се повукли по царевој наредби, омогућивши тако персијској војсци да неометано пређе реку преко три моста. Војска је затим без борбе продрла у унутрашњост Месопотамије и подигла логор ограђен палисадом код Хилеје или Елије у близини града Сингаре. Констанције се појавио овде са великом војском, али без језгра најбољих трупа. Шапур се из логора упутио према њему. Зауставио се на раздаљини од око 25 км од њега. Војске су се дуго времена налазиле у оваквом положају, пошто су обе стране хтеле да препусте оној другој да прва нападне. Затим су Персијанци намамили Римљане лажним повлачењем с намером да прихвате борбу под зидинама свог логора. Овде су поставили род војске, који им је највише одговарао — коњанике са оклопом састављеним од плочица у облику крљушти. Римску војску су истовремено могли гађати и с висова и зидина. Лукавство је успело. Када су војници стигли до логора, Констанције је покушао да их задржи од даље борбе. Међутим, пошто су се од ујутру до увече борили по ужасној врућини, мучила их је жељ. Извори, са којих би се могли утолити жеђ, налазили су се усред непријатељског логора. Стога су против наредбе наставили борбу. Ударцима топуза потукли су оклопнике и пробили палисаде зида. Међутим, сад су се расули на све стране. Једни су кренули да пљачкају, а други да пију воде. У ноћним борбама које су уследиле победа се претворила у пораз. У тами нису могли да пронађу пут. Кад би упалили светиљке, открили би се стрелаца који су се налазили на висовима. Међутим, син персијског краља је пао у заробљеништво у ком је мучки убијен. Сам Шапур је већ пре пада логора избегао ка Тигру. После битке се повукао с војском преко персијске границе необављена посла.
Чини се да овом времену припада и веома радикална новина у новчарству. Константин Велики је последњих година своје владавине ковао лакши новац од белог бакра и тиме довео до велике девалвације новца. Његови синови су повећали тежину новца. Уведене су две номинале. Већа пекунија (pecunia maiorina) требало је да вреди 1/72 сребрног милијаренса (miliarense), мањи центенионал (centenionalis) половину истог. Истовремено је стари новац проглашен за безвредан а његова употреба забрањена. Сви нови комади носе исти натпис: Felicium temporum reparatio, вероватно да би се тако дозвољени новац могао лако разликовати од забрањеног.

## 350.
Осамнаестог јануара ове године Магно Магненције је узурпирао власт у Галији. Већ у фебруару је освојио и Италију, што произлази отуда што је 27. фебруара именовао новог префекта Рима и ускоро потом прикључио себи и Африку, одакле је своју власт проширио и на Киренаику. Тиме није освојио читав Констанцијев део царства да би се могао великом надмоћношћу супротставити Констанцију. Констанцијева сестра Констанција подстакла је старог Ветраниона, који је као заповедник пешадије (magister peditum) командовао војском на Дунаву, на исто. Првога марта у Мурси војници су га прогласили за цара. О томе је писмено обавестио Констанција. Ветранионов пример следио је ускоро царев рођак, Флавије Попилије Непотијан, који је 3. јуна узео пурпур и са масом гладијатора и олоша сваке врсте пошао на Рим. Овде је победио наоружану гомилу народа, коју је против њега послао Магненцијев префект преторија, Аникет, извршио над њом страшан покољ. Продрвши у град, погубио је префекта и многе грађане. Међутим, недуго после тога напао га је са војском Магненцијев magister officiorum, Марцелин. Победио га издајом једног сенатора Хераклида. Погубио га је већ 30. јуна и пронео кроз град његову главу набијену на колац. Уследила су масовна погубљења у Риму. Међу жртвама нашла се и Еутропија, Непотијанова мајка и Констанцијева тетка.
Крајем зиме Констанције је сазнао за смрт свог брата, али није се усудио да крене на узурпатора, пре него што није опремио источне градове провијантом и посадама како би издржали напад Персијанаца. Стога је пожурио у Месопотамију. У Едеси је примио вест да се Ветранион у Илирику спрема да заустави Магненција и за то је тражи његову подршку. Послао му је дијадему и признао га тако за савладара. Послао му је новац и наредио војсци на Дунаву да га појача. Пошто је тако добио времена да припреми одбрану од напада Персијанаца, предао је Луцилијану команду и кренуо на север против узурпатора.
И Персијанцима су постале познате прилике Римског царства. Шапур је стога оценио да је дошло време да зада главни ударац. Не само што је скупио велику војску, у коју је мобилисао све своје поданике до Индије, него је организовао сеобу народа са женом и децом како би населио римско тло персијским колонистима. Након што је разорио источну Месопотамију и заузео више кастела, започео је трећу по реду опсаду Нисибиса. Град је вешто бранио Луцилијан. Проповеди и пророчанства епископа града Јакоба, који је имао репутацију свеца, подигли су морал грађана. Када ни уобичајена лукавства, ни покушај да се граду онемогући довод воде нису успели, Шапур је наредио да се прегради корито Мигдонија, која је протицала кроз град. Тако је град окружио вештачким језером. Бродовима је довезао опсадне справе на зид. Међутим, тиме није ништа постигао. Када је вода нашла себи пролаз у пукотини бране, срушио се један део зида, чији ћерпичи су омекшале услед влаге. Након тога је уследио јуриш коњице и слонова, који је Шапур надгледао са једног вештачког брда. Међутим, животиње су се заглавиле у блату. Поједини слонови су се окренули назад и унели конфузију у редове Персијанаца. Када су становници иза пукотине изградили нови зид, Шапур се обесхрабрио. Наставио је да опседа град још неко време, али је ускоро стигла вест да су Масагети провалили у његово царство. То га је након четири године опсаде натерало на повлачење. Заузети борбама са пограничним народима, Персијанци су оставили Римско царство на миру. Захваљујући томе Констанције је могао несметано да се посвети борби против узурпатора.
У међувремену Констанције се преко Анкире, где га је млади Темистије поздравио својим првим говором, полако примицао Босфору. Вероватно је намеравао да сачека док се узурпатори не изнуре у међусобним борбама и он затим са својом свежом војском одлучи исход грађанског рата. За сада ниједан од двојице узурпатора није доводио његову власт у питање. То произлази отуда што је у њима подређеним ковницама кован новац са Консанцијевим ликом. Међутим, Ветранион је ускоро оценио да је корисно да са Магненцијем склопи мир. Посланство које је пре тога Магненције послао Констанцију у Сирију, путовало је преко Африке и Египта како не би допало Ветраниону шака. Сад је Констанцију дошло заједничко посланство, које су чинили префекти Руфин и Нунехије, заповедник војске (magister militum) Марцелин и неки Максим. Затекли су га у Хераклеји у Тракији. Предлози, које су носили, били су следећи: Констанције је требало да заузима прво место у владалачком колегијуму, али је у замену за то требало да призна обојицу узурпатора за своје савладаре. Магненције је Констанцију понудио руку своје ћерке, али је у замену тражио руку његове сестре Констанције. Констанције се у почетку колебао, али је га је један сан који је уснио охрабрио на отпор. Са изузетком Руфина затворио је посланике као саучеснике узурпатора и пожурио у Сердику.
Ветранион је намеравао у почетку да заустави његово напредовање. Његове трупе заузеле су пролаз Succi (Шипка), који је раздвајао његов и Констанцијев део Царста. Међутим, када му је истовремено стигло и Магненцијево и Констанцијево посланство, стари војник није имао срца да не испуни захтеве свог ранијег врховног заповедника, па му је ослободио пролаз. У Сердици га је лично дочекао и исказао му знаке покорности. Заједно су отишли у оближњи Наисус. У међувремену Констанције је, како се чини, преко трибуна штитоноша (tribunus scutariorum) Гумоара (Gumoarius) тајно сарађивао са Ветранионовим војницима и делио међу њима новац. Да је Ветранион, честити ветеран, — који је, додуше, могао да одбије наређење, али који исто тако није био створен за рафиниранију перфидност — деловао у духу свог противника, могао би да га ухвати усред свог логора. Исход је био много другачији. На пољани је био подигнут трибунал на ком су се двојица царева појавила пред својим војницима. Први је као отменији узео реч Констанције. Вешто се базирајући на „легитимном“ мишљењу да је син великог Константина достојан да влада сам, изненада је наишао на громогласни аплауз како својих тако и Ветранионових војника, који су било спонтано или у складу са налозима својих старешина исказали да се неће повиновати ниједном другом цару до Констанцију. Ветранион је одмах сагледао ситуацију: скинуо је са себе дијадему, клекнуо пред Констанцијем и признао га за свог господара и признао своју кривицу. Констанције је скинуо са њега дијадему и пурпур, али га је загрлио, ословио као „оца“ и учтиво спустио низ степенице. Ово се одиграло 25. децембра 350, десетог месеца по Ветранионовом проглашењу за цара. Констанције је послао старца преко Константинопоља у Прузу у Битинији, где је са царском пензијом живео још шест година.
Отприлике у исто време Магненције, који је тада боравио у Медиолануму, уздигао је свог рођака Магна Декенција за цезара. Хтео је да га ангажује у Галији у борбама против Германа. Наиме, Констанције је подстакао ове на упад преко Рајне, лишивши их је одредаба ранијих уговора и обећавши земљу, коју би отели од узурпатора. Наводно их је и новцем подржавао. Резултат је био тај да је највећи део Галије поплављен њима. Тек касније је Јулијан храброшћу и уз велике потешкоће постигао да очисти Галију од њих.

## 
Наименовавши свог рођака Гала за цезара и главнокомандујућег војске против Персије, Констанције је потом окренуо своју оштрицу против Магненција. Код Мурсе, данашњег Осијека, града на реци Драви у Хрватској, Магненције је поражен (28. септембра 351) у крвавој бици у којој је Констанције испољио више побожности него храбрости, али цвет обеју војски је погинуо. Освајање Илирика и Италије било је плод те победе, а Магненције је одбегао у Галију. Тамо је био нападнут од војске истока предвођене Констанцијем, а на западу од још једне војске, која је, покоривши Африку и Шпанију, прешла Пиринеје и продрла у Галију. После још једног потпуног пораза на Селеучкој гори у Косијским Алпима и побуне водећих галских градова, Магненције, до крајности ослабљен, завршио је живот, а његов брат Децентије пошао је његовим примером (353). Констанције је на тај начин постао господар читавог западног дела Царства. Осветио је убиство свога брата Констанса и суровим мерама успоставио власт. Ни криви ни невини нису поштеђени његове срџбе.
Још једном је огромним опсегом Римског царства владала личност једног владара. По начину владања, у јавном и приватном животу, Констанције је све више и више подсећао на азијског типа монарха: евнуси су доминирали на двору, тајанствена убиства диктирана љубомором и сумњом, почињавана су по налогу цара кад год га је правда ниподаштавала или била исувише слаба да га подржи у његовим замислима. Једна од жртава његове пакости био је његов рођак, цезар Гал. Крив за нехај, непослушност и окрутност у управи источним делом Царства, заслужио је казну. Његова кривица је постала тим већа што је дао да се убију царски опуномоћеници, Домицијан, префект преторија Истока и Монције, квестор двор, који су послани у његову резиденцију, Антиохију, да извиде његово понашање, али се и сами — иако је у складу са инструкцијама које су добили требало да га заведу љубазним наговарањима и интригама — понашали најнеразборитије надмено, претећи и пркосећи Галу. На комаде их је растргла руља коју је покренуо Гал, који је после таквог грозног чина, како је изгледало, могао једино путем побуне да се спасе цареве озлојеђености. Али обмањен новим обећањима лукавог Констанција, отишао је да се види са њим у Милано. Ухапшен је код Петовиона (Птуј) у Панонији и послан у Пулу на Истри где је декапитован у тамници (354). Ухапшен је и Јулијан, Галов брат, али пошто је провео око годину дана у затвору и егзилу, помилован је на интервенцију његове заштитнице, царице Еузебије, и новембра 355. постављен за цезара и именован за главнокомандујућег у Галији, која је трпела последице побуне Силвана, који је присвојио пурпур, али био заведен од стране Урзицина који га је убио у цркви Св. Северина у Келну септембра 355.
Године 357. Констанције је посетио Рим где је прославио незаслужен тријумф. Из Рима Констанције је отишао у Илирик, где су његове војсковође извршиле успешан поход на Кваде и Сармате. Одатле се 359. вратио у Азију да се сусретне са војскама Шапура, који је још једном напао Месопотамију и заузео Амиду, данашњи Дијарбакир, и мање тврђаве Сингару и Безабду. Пре него што се Шапур појавио на бојном пољу, Галију су напали Алемани и Франци, али њихова моћ скршена је трогодишњим походом Јулијана, који је заробио Хнодомарија, краља Алемана. Не само ратним подвизима, већ и врсном управом, којом је задобио срца житеља, Јулијан је побудио Констанцијеву љубомору.

## 359.
Почетком године у Сирмијум је стигла веста да се Сармати Лимиганти (Sarmatae Limigantes) припремају за упад. Цар је стога пошао на њих у Акуминкум, који је од Сирмијума удаљен само неколико миља. Лед у реци се још није био отопио. Сармати су се понудили да се у царству населе као колони. Међутим, када је цар хтео да њихово покоравање прихвати у свечаној форми, изненада су га напали. То је навело војску да изврши покољ читаве масе. Пре 22. маја Констанције се вратио у Сирмијум.
У међувремену је Шапур, који је 358. путем једног посланства претио Констанцију ратом, сад спровео претњу у дело. Затекао је римски исток у слабо брањивом положају. Велики део војске се са Констанцијем повукао на запад. Редови су само делимично попуњени бившим Магненцијевим војницима. У ово време је најспособнији војсковођа, заповедник коњице Урсицин, позван на двор. Он је познавао прилике на истоку, јер је десет година командовао тамо. Међутим, под утицајем свог окружења, пре свега свемоћног евгнух Еусебија, Констанције му није веровао. Нешто мало пре тога погубљен је заповедник пешадије Барбацион због неосноване сумње да је хтео да се уздигне на престо. За његовог наследника именован је Урзицин, пошто се у царевом окружењу чинио мање опасан. На исток је послан Сабинијан, један немоћни старац, иако је становништво градова акламацијама и декретима својих декуриона настојало да га задрже. Када су вести о предстојећем упаду Персијанаца постале озбиљне, Констанције је прекомандова Урзицина, који је већ био на путу, поново на исток. Међутим, како је тамо био подређен Сабинијану, није могао битно да утиче на ствари. Сабинијан је покушавао да спречи опасност ревносним молитвама моштима мученика, а Урзицин је пожурио у Нисибис да припреми рад за одбрану. Међутим, стигао је доцкан. У међувремену је претходница персијске војске већ прешла Тигар. Урзицин је двапута умало допао заробљеништва.
Шапур је сазнао за рањивост римског истока преко једног римског официра, Антонина. Овај је био упознат са војним приликама царства. Због угњетавања чиновника био је принуђен да побегне у Персију. Шапур је заточио последње римско посланство које му је дошло. Током зиме 358/359. је скупио велику војску. Амијан Марцелин који ју је као извиђач могао видети проценио је њен број на 100.000 људи. Међутим, њено наоружавање је узело толико времена да је тек средином лета прешла Тигар. Антонин је предлагао план према ком се војска не би задржавала на дуготрајним опсађивањима, него би брзо продирала кроз Месопотамију. Затим би упала право у Сирију, која је услед дугог мира најмање била припремљена за напад. Сазнавши за то од пребега, Урзицин је наредио да се становништво у Месопотамији склони у тврде градове и спали поља. Тако је земљиште између Еуфрата и Тигра привремено постало пустош. Сазнавши да је Еуфрат услед топљења снега у јерменским планинама јако набујао, Шапур је на Антонинов савет одлучио да се склони на север. У подножју планине још се могло наћи свеже траве, а река се близу свог свог извора могла прећи. Успут је заузео кастеле Реман и Бусан.
Исавријци су пљачкали и ове године, али су умирени захваљујући комесу Басидију Лаврикију. У Риму је почетком године настала глад, јер су каснили афрички бродови са зрневљем. Због тога је дошло до уобичајених немира.

## 360.
Пошто сад више није могао рачунати на то да ће затећи сиријске провинције неспремне, Шапур је одустао од ратног плана из претходне године и вратио својој пракси: да свом царству потчињава у Месопотамији град по град. Приликом једног упада освојио је Сингару и Безабду, али је одбијен од Вирте. Када опсада није довела до циља, вратио се у своје царство.
Констанције се у међувремену наоружавао у Константинопољу. У ту сврху је издао и Јулијану наредбу да му пошаље део галских трупа. Ово је довело до побуне војске у Паризу и проглашења Јулијана за августа. Синодални судови против непопуларних епископа и свештеника, који су 359. почели с радом, и даље су радили. Урзицин је због пада Амиде позван на одговорност. Пошто је евнух Еусебије радио против њега, лишен је своје функције. Цар је 15. фебруара отворио једну велику новоизграђену цркву у Константинопољу. У пролеће је кренуо на Персијанце. Када је стигао у Цезареју у Кападокији, сазнао је за Јулијанову побуну. То га је навело да прекине поход. И узурпаторово посланство га је овде затекло. У почетку је оклева да ли да иде на Јулијана или на Шапура. Међутим, преовладао је осећао дужности, па је кренуо је на југ. Међутим, наставио је преговоре са узурпатором. Успут је позвао к себи јерменског краља Арсака, кога је оженио Олимпијом, ћерком Аблабија, некадашњом невестом свог брата Констанса и иначе обасипао знацима наклоности, како би га подстакао на лојалност. Затим је преко Мелитене, Лакотене и Самосате отишао у Едесу, где је до јесени морао да концентрише трупе и попуњава магазине. Тек је крајем септембра или још касније кренуо да први пут посети рушевине Амиде. Затим је покушао да поново освоји Безабду, чије зидове су Персијанци обновили и сместили у њу посаду. После дуге и скупе опсаде Констанције је био приморан надолазеће зиме да се повуче необављена посла. Преко Хијерапоља, где се 17. децембра помиње у изворима, отишао је у своје зимовнике у Антиохији.

## 361
Као што је некада против Магненција позвао у помоћ Германе, тако их је сад наводно позвао и против Јулијана. Пошто је његова друга супруга Еусебија умрла, оженио се (трећи пут по реду) у Антиохији Фаустином. Она му је родила прво дете, ћерку, али се ова родила тек после смрти свог оца. Она је касније удата за цара Грацијана. Истовремено је текла мобилизација. Прописани су високи порези у злату, сребру и натури за предстојећи рат. У Африку је одаслан нотар Гауденције, како би спречио да провинција приклони Јулијану, што је и постигнуто. Сам цар је кренуо најпре против Персијанаца. Код Каперсане је прешао Еуфрат и зауставио се затим код Едесе. Ту је сазнао да је Јулијан продро у Тракију и да Персијанци не смерају ове године никакав поход. Стога је 
са већим делом своје војске кренуо против Јулијана. Преко Хијерапоља, Антиохије и Тарса стигао је до киликијског градића Мопсукрене, где је 3. новембра 361. умро савладан болешћу. У самртном часу примио је крштење и то из руку Аријанца Еузоја.

## Породично стабло
|  |                       |  |  |  |  |  |  |  |  |  |  |  |  |  |  |  |
|  | 8. Еутропијус         |  |  |  |  |  |  |  |  |  |  |  |  |  |  |  |
|  |                       |  |  |  |  |  |  |  |  |  |  |  |  |  |  |  |
|  |                       |  |  |  |  |  |  |  |  |  |  |  |  |  |  |  |
|  | 4. Констанције I Хлор |  |  |  |  |  |  |  |  |  |  |  |  |  |  |  |
|  |                       |  |  |  |  |  |  |  |  |  |  |  |  |  |  |  |
|  |                       |  |  |  |  |  |  |  |  |  |  |  |  |  |  |  |
|  | 9. Клаудија           |  |  |  |  |  |  |  |  |  |  |  |  |  |  |  |
|  |                       |  |  |  |  |  |  |  |  |  |  |  |  |  |  |  |
|  |                       |  |  |  |  |  |  |  |  |  |  |  |  |  |  |  |
|  | 2. Константин Велики  |  |  |  |  |  |  |  |  |  |  |  |  |  |  |  |
|  |                       |  |  |  |  |  |  |  |  |  |  |  |  |  |  |  |
|  |                       |  |  |  |  |  |  |  |  |  |  |  |  |  |  |  |
|  | 5. Јелена             |  |  |  |  |  |  |  |  |  |  |  |  |  |  |  |
|  |                       |  |  |  |  |  |  |  |  |  |  |  |  |  |  |  |
|  |                       |  |  |  |  |  |  |  |  |  |  |  |  |  |  |  |
|  | 1. Констанције II     |  |  |  |  |  |  |  |  |  |  |  |  |  |  |  |
|  |                       |  |  |  |  |  |  |  |  |  |  |  |  |  |  |  |
|  |                       |  |  |  |  |  |  |  |  |  |  |  |  |  |  |  |
|  | 6. Максимијан         |  |  |  |  |  |  |  |  |  |  |  |  |  |  |  |
|  |                       |  |  |  |  |  |  |  |  |  |  |  |  |  |  |  |
|  |                       |  |  |  |  |  |  |  |  |  |  |  |  |  |  |  |
|  | 3. Фауста             |  |  |  |  |  |  |  |  |  |  |  |  |  |  |  |
|  |                       |  |  |  |  |  |  |  |  |  |  |  |  |  |  |  |
|  |                       |  |  |  |  |  |  |  |  |  |  |  |  |  |  |  |
|  | 7. Еутропија          |  |  |  |  |  |  |  |  |  |  |  |  |  |  |  |
|  |                       |  |  |  |  |  |  |  |  |  |  |  |  |  |  |  |
|  |                       |  |  |  |  |  |  |  |  |  |  |  |  |  |  |  |